# La Concubine magnifique
Pour plus de détails, voir Fiche technique et Distribution.
La Concubine magnifique (楊貴妃, Yáng Kweì fēi, The Magnificent Concubine) est un film hongkongais réalisé par Li Han-hsiang, sorti en 1962.
Le film est inspiré de la vie de Yang Kwei-Fei, concubine favorite de l'empereur Ming Huang (712-756) de la dynastie Tang, dont Kenji Mizoguchi avait tiré le film L'Impératrice Yang Kwei-Fei en 1955.
Il est présenté en sélection officielle au Festival de Cannes 1962 où il remporte le Grand Prix de la Commission Supérieure Technique du cinéma français.

## Synopsis
Ce film est basé sur une fiction de romance et du décès de Yang Yuhuan, la concubine de l'empereur Ming Huang.

## Fiche technique
- Titre original : 楊貴妃, Yáng Kweì fēi
- Titre français : La Concubine magnifique
- Réalisation : Li Han-hsiang
- Scénario : Wang Chih-po
- Pays de production :  Hong Kong
- Format : Couleurs - 35 mm - 1,37:1 - Mono
- Genre : drame
- Durée : 103 minutes
- Date de sortie :
  - France : Festival de Cannes 1962

## Distribution
- Li Li-hua : Yang Kwei-Fei
- Yen Chun : l'empereur Ming Huang
- Chao Lei : l'assassin
- Li Hsiang-chun : la concubine Mei

## Prix
- 1962 : Grand Prix de la Commission supérieure technique du cinéma français au Festival de Cannes 1962.